# Мирмон (Верхняя Гаронна)
Мирмо́н (фр. Miremont, окс. Miramont) — коммуна во Франции, находится в регионе Юг — Пиренеи. Департамент — Верхняя Гаронна. Входит в состав кантона Отрив. Округ коммуны — Мюре.
Код INSEE коммуны — 31345.

## География
Коммуна расположена приблизительно в 620 км к югу от Парижа, в 26 км к югу от Тулузы.

## Климат
Климат умеренно-океанический. Зима мягкая и снежная, весна характеризуется сильными дождями и грозами, лето сухое и жаркое, осень солнечная. Преобладают сильные юго-восточные и северо-западные ветры.

## Население
Население коммуны на 2010 год составляло 2086 человек.
| 1962 | 1968 | 1975 | 1982 | 1990 | 1999 | 2010 |
| ---- | ---- | ---- | ---- | ---- | ---- | ---- |
| 821  | 811  | 866  | 1078 | 1217 | 1446 | 2086 |

## Экономика
В 2010 году среди 1321 человека трудоспособного возраста (15—64 лет) 986 были экономически активными, 335 — неактивными (показатель активности — 74,6 %, в 1999 году было 70,8 %). Из 986 активных жителей работали 893 человек (482 мужчины и 411 женщин), безработных было 93 (43 мужчины и 50 женщин). Среди 335 неактивных 112 человек были учениками или студентами, 121 — пенсионерами, 102 были неактивными по другим причинам.